# Henri Strésor

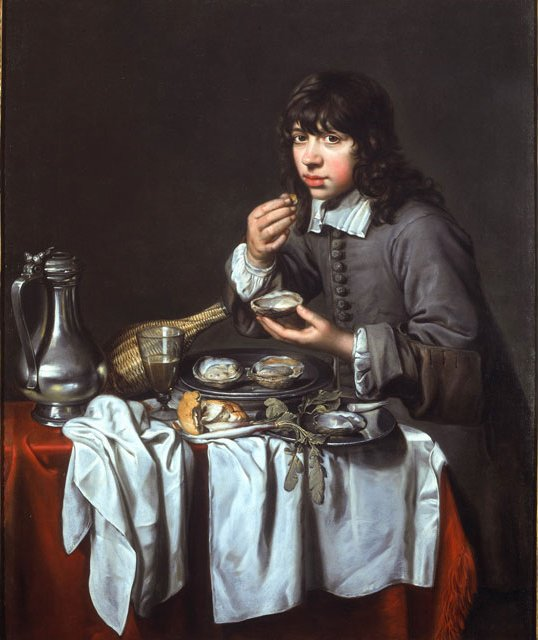
Jeune Homme mangeant des huîtres, huile sur toile, collection particulière.

Henri Strésor (né vers 1613 en Allemagne, mort à Paris le 2 décembre 1679) est un peintre français d'origine allemande, actif à partir de 1641.

## Biographie
Fils Jean Stresau, marchand protestant établi à Elbląg, et d'Ursule Crotcans, Henri Strésor s'établit comme peintre à Paris, où il est signalé à partir de décembre 1641. Peut-être alloué dans l'atelier du peintre parisien Louis Buard, il y rencontre sa fille Catherine, qu'il épouse en février 1642 après s'être converti au catholicisme. Le couple habite dans la maison des Buard, rue de la Monnaie, paroisse Saint-Germain-l'Auxerrois. Ils ont au moins sept enfants, dont seulement trois atteignent l'âge adulte : Anne Renée (1651-1713) qui devient peintre miniaturiste, Madeleine-Hélène, née en 1657, et François-Henri, né en 1664. Collaborateur de son beau-père (qui disparaît après 1648), Strésor prend en apprentissage Louis-Samuel Lebas, fils du peintre Samuel Lebas, en 1646. Strésor est toujours en relation étroite avec la communauté des artistes et des artisans allemands installés à Paris, notamment les orfèvres. 
L'œuvre d'Henri Strésor est aujourd'hui principalement constituée de portraits gravés : le théologien Jean de Launoy (gravé par Nicolas Habert), le marquis d'Aguilar, Pierre Séguin (par Nicolas Pitau, en 1664), Jacques de Monteil de Grignan (par Nicolas Larmessin, en 1658), ou encore un portrait du jeune Louis XIV, par Balthasar Montcornet. 
Strésor semble surtout s'être spécialisé dans le genre de la nature morte. Son inventaire après décès signale une Marchande de volailles, et plusieurs natures mortes signées de sa main apparaissent dans des ventes parisiennes au cours des années 1770. On connaît de lui deux tableaux, représentant un Mangeur d'huîtres (collection particulière), et un Gibier sur un entablement (collection particulière). 
Henri Strésor meurt accidentellement le 2 décembre 1679, écrasé par une charrette dans une rue de Paris. 

## Liste des peintures
- Jeune Homme mangeant des huîtres, huile sur toile, 107 × 89 cm, collection particulière.
- Gibier sur un entablement, huile sur toile,  64,2 × 43,8 cm, collection particulière.